# Uijeongbu
Uijeongbu (의정부; pronunțat [ɰi.d̟͡ʑʌ̹ŋ.bu]) este un oraș din provincia Gyeonggi-do, Coreea de Sud.